# Лобозицкая битва

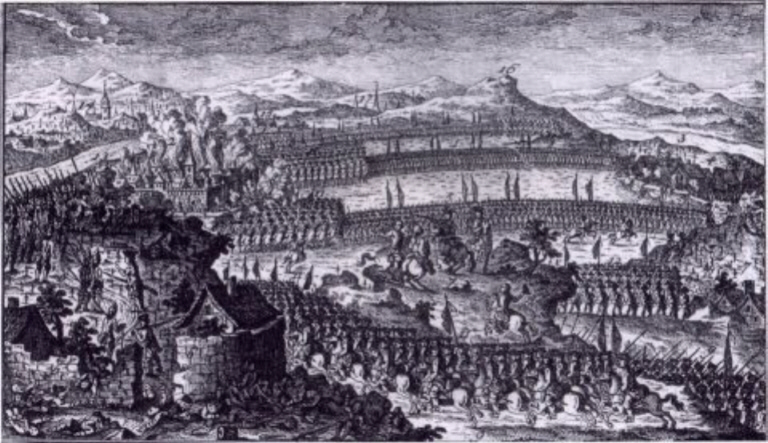
Битва при Лобозице

Сражение при Лобозице (нем. Schlacht bei Lobositz) — сражение Семилетней войны, состоявшееся 1 октября 1756 года у Лобозица (ныне Ловосице в Чехии) между 33,5 тысячной армией австрийского фельдмаршала Броуна, шедшей на выручку окружённой саксонской армии, и 28,7 тысячной армией прусского короля Фридриха II. Явилось первым сражением Семилетней войны в континентальной Европе и завершилось отступлением австрийцев, хотя они и не были разбиты. В результате, саксонская армия под командованием графа Рутовского капитулировала 16 октября в лагере под Пирной, саксонские солдаты были силой загнаны в прусскую службу.

## Накануне сражения
Военные приготовления Фридриха II, собиравшегося напасть на Саксонию, несмотря на то, что они совершались в глубокой тайне, сделались известны в Саксонии. Не имея реальной возможности отразить агрессию собственными силами, саксонцы, в ожидании помощи от союзников, собрали свою 18 тысячную армию на неприступном плато у Пирны, между замками Кёнигштайн и Зоненштайн, саксонский курфюрст Фридрих Август II (являвшийся также, польским королём Августом III) нашёл убежище в замке Кёнигштайн. Саксонской армией командовал граф Рутовский, единокровный  брат курфюрста от внебрачной связи их отца, Августа II, с турчанкой Фатимой.
29 августа 1756 года прусские войска без объявления войны вступили на территорию Саксонии и 9 сентября, не встречая сопротивления, заняли Дрезден. На следующий день началось окружение лагеря у Пирны. Окружив лагерь, Фридрих не сделал никаких приготовлений к его штурму, рассчитывая взять саксонцев измором. Первый прусский солдат пал под Пирной лишь 12 сентября в результате случайной перестрелки. Вместо того, чтобы заниматься приготовлениями к штурму, Фридрих направляет первые отряды в Богемию, в том числе, с разведывательной целью, так как, по слухам, австрийский фельдмаршал Максимилиан Улисс граф Броун собирает где-то в северной Богемии армию для помощи саксонцам.
Вторжение Фридриха в Саксонию поставило австрийцев в нелёгкое положение: австрийское командование считалось, конечно, с возможностью того, что Фридрих первым откроет военные действия, предполагало, однако, вторжение в Богемию и Моравию со стороны Силезии, для чего и держало на границе с Силезией две больших армии. Того, что Фридрих может не посчитаться с объявленным нейтралитетом Саксонии и превратить её в операционную базу для вторжения в Богемию в Вене никто не ожидал. Фельдмаршал Броун, командующий одной из армий на границе с Силезией, должен был срочно сдать свои дела преемнику и направиться на помощь саксонцам. В середине сентября он, с наспех набранным войском, выступает, имея Рейн с правой стороны, в направлении Бад-Шандау, где рассчитывает соединиться с саксонской армией. Его намерение не остаётся секретом для пруссаков. Собрав все силы, которые он мог отвлечь от осады, Фридрих идёт ему навстречу. 1 октября противники встречаются у Лобозица.

## Силы сторон
Под началом графа Броуна 33 354 человека, из них 26 тысяч пехоты и 7,5 тысяч кавалерии, с 94 орудиями. В рядах прусской армии 28 749 человек, из них 18 249 пехотинцев и 10 500 кавалеристов, с 99 орудиями.

## Диспозиция и планы сторон
Поле предстоящего сражения, долина у Лобозица, представляло собой, несмотря на свою относительно небольшую протяжённость, сочетание почти всех мыслимых видов рельефа: на севере оно упиралось в Эльбу, на юге — в городок Лобозиц, расположенный на склоне возвышенности. У подножия возвышенности протекал ручей Мореленбах, берега которого были сильно заболочены, к западу от Лобозица начинался массив вулканического происхождения, венчавшийся горой Лобош, вершина которой представляла собой базальтовый блок, а склоны были поделены на виноградники, спускавшиеся вниз террасами и огороженные сложенными из камня оградами. У входа в долину находилась невысокая гора Хомолка, на которой, поскольку она не была занята австрийцами, пруссаки установили свою главную батарею. При ней находилась и ставка короля. Гора была достаточно высока, чтобы с неё можно было обозреть долину, однако в то утро стоял сильный туман, мешавший Фридриху и его штабу разглядеть как следует расположение австрийцев. Поэтому Фридрих допустил ошибку, полагая, что имеет дело лишь с небольшим арьергардом противника, который он сможет рассеять одной кавалерийской атакой.
В свою очередь, его противник, фельдмаршал Броун, видя свою задачу в соединении с саксонцами, не намеревался ввязываться в большое сражение. Его план заключался в том, чтобы задержать Фридриха действиями части своего корпуса, затем незаметно улизнуть и переправиться на другой берег Эльбы. По крайней мере, так он утверждал впоследствии. Свои основные силы Броун расположил за ручьём Мореленбах и на горе Лобош, искусно замаскировав артиллерию и резервы.

## Ход сражения

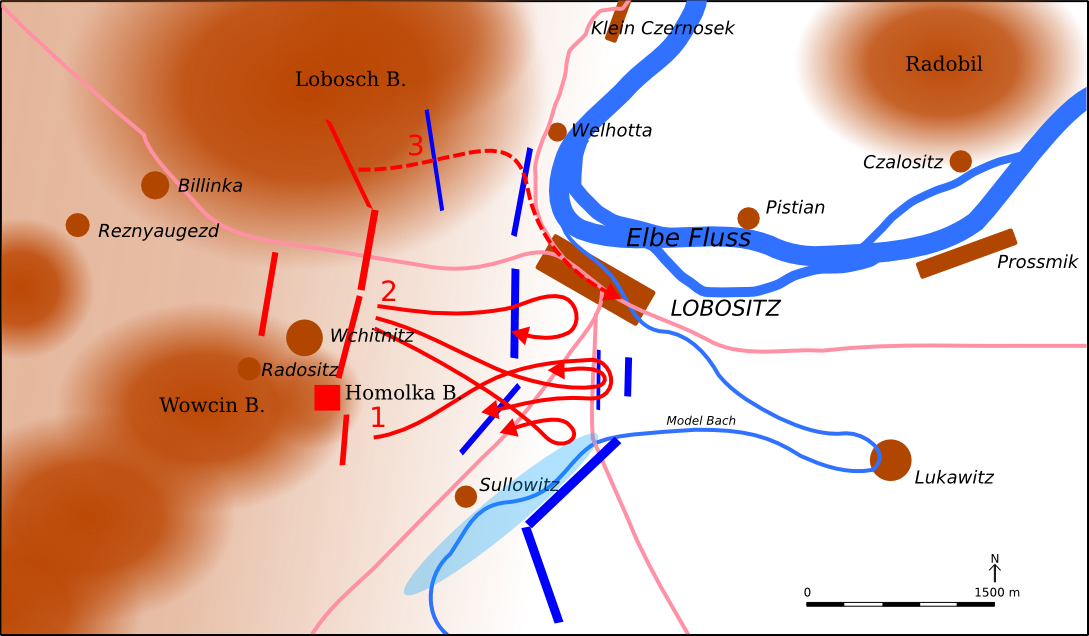
Схема битвы при Лобозице

Сражение открыли австрийцы артиллерийским обстрелом прусских батальонов, стоявших у подножия горы Лобош. Атака прусской кавалерии была отбита с большими потерями. Развернувшись и перестроившись, кавалерия пруссаков, по собственной инициативе, без приказа, пошла во вторую атаку, закончившуюся совершенным разгромом. Часть всадников завязла в болоте у ручья Мореленбах (в частности, Зейдлиц, прославленный кавалерийский генерал Фридриха, едва не утонул в этот день в болоте и лишь чудом спасся), другая грозила смять при своём паническом отступлении прусскую пехоту. Опасаясь такого исхода, Фридрих дал приказ стрелять по своим.
Разгром был настолько полным, что кавалерия выбыла с этого момента из боя. Решила сражение пехота под командованием герцога Бевернского. Несколько её атак на гору Лобош были отбиты хорватами и солдатами Ласси.
К полудню туман рассеялся и Фридрих смог убедиться в том, что он имеет дело со значительно большими силами противника, чем он предполагал. Ряд прусских генералов поддался панике, да и сам Фридрих верил в то, что сражение проиграно. Приказав герцогу Бевернскому в последний раз попытаться взять Лобош, он покинул поле битвы. Он ещё не успел далеко отъехать, как эта последняя штыковая атака прусской пехоты завершилась долгожданным успехом.
После взятия Лобоша бой разгорелся с новой силой на окраинах Лобозица. Между тремя и четырьмя часами пополудни пруссакам удаётся взять и Лобозиц. Посланный с известием о победе к Фридриху майор, находит того в деревне Билинка недалеко от поля сражения. Лишь с большим трудом ему удаётся убедить короля в правдивости своего донесения.

## Итоги сражения

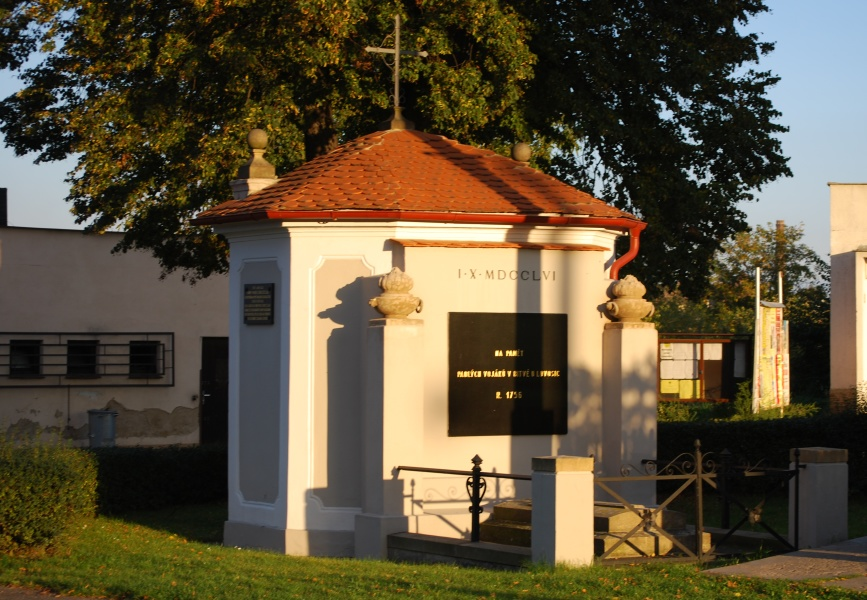
Часовня- памятник битве

Потери обеих сторон почти равны: 2873 человека у пруссаков и на десять человек меньше у австрийцев. В остальном равенства нет: в то время, как прусские солдаты совершенно обессилены тяжёлым сражением, фельдмаршал Броун имеет под началом свежие силы, так как лишь часть его солдат принимает участие в битве. Отступив, он беспрепятственно переправляет на правый берег Эльбы 8-ми тысячный корпус в помощь саксонцам. Ни преследовать его, ни помешать переправе пруссаки не в состоянии. Анализируя ход битвы, Фридрих приходит к выводу, что перед ним в этой войне будут не те австрийцы, которых он бил, как хотел, во время Войны за австрийское наследство: «Нужно остерегаться нападать на них на гусарский манер. Они сражаются с большей охотой, чем раньше…»

## Капитуляция саксонской армии
Помощь австрийцев, тем не менее, опоздала. Вернувшись в Саксонию, Фридрих вынудил 16 октября капитулировать саксонскую армию, терпящую сильную нужду в снабжении, выведя таким образом одного из противников из войны. Более того, он ввел рядовой состав сдавшихся в состав своих войск и прусская армия получила 17 тысяч дополнительных солдат. Но много она от этого не выиграла: уже начало следующей кампании 1757 года ознаменовалось массовым дезертирством и бунтами среди саксонцев. Трём батальонам удалось в полном составе уйти и пробиться в Польшу. После этого, саксонские батальоны были расформированы и их солдаты распределены по старым прусским частям. Но и здесь они находили возможность перебежать к противнику, как это было, например, при Максене.